# Jane Curtin

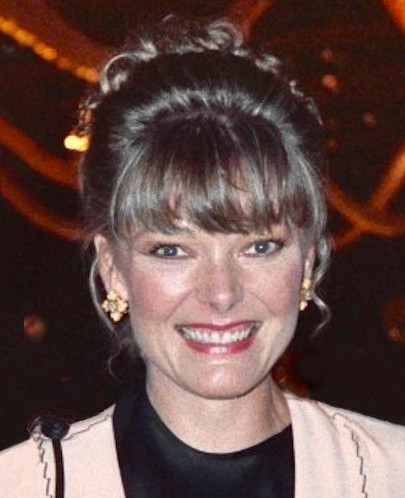
Jane Curtin bei der Emmyverleihung (1989)

Jane Therese Curtin (* 6. September 1947 in Cambridge, Massachusetts) ist eine US-amerikanische Schauspielerin.

## Leben und Karriere
Jane Curtin wurde als Tochter von Mary Constance und Joseph Curtin, welcher eine Versicherungsagentur besaß, geboren. Sie wurde römisch-katholisch erzogen. Sie besuchte das Elizabeth Seton Junior College und die Northeastern University in Boston.
Im April 1975 heiratete sie Patrick Lynch. Ihre gemeinsame Tochter kam 1983 auf die Welt.
Ihren Durchbruch erreichte sie durch ihre Auftritte bei Saturday Night Live, einer US-amerikanischen Comedyshow, in der einige bekannte Schauspieler ihren Durchbruch hatten. Des Weiteren spielte sie von 1984 bis 1989 in der Serie Kate & Allie die Rolle der Allison „Allie“ Lowell, einer alleinerziehenden Mutter. Für diese Rolle bekam sie zweimal einen Emmy Award als beste Hauptdarstellerin einer Comedyserie. Von 1996 bis 2001 war sie in der Serie Hinterm Mond gleich links als Dr. Mary Albright zu sehen. Im Jahre 2006 spielte sie eine der Hauptrollen in der Serie Crumbs, welche allerdings nicht über eine Staffel hinauskam. Von 2012 bis 2014 war sie in Unforgettable zu sehen.

## Filmografie (Auswahl)
- 1975–1980: Saturday Night Live (Fernsehserie, 107 Folgen)
- 1977: Love Boat (The Love Boat, Fernsehserie, Folge 1x09)
- 1984–1989: Kate & Allie (Fernsehserie, 122 Folgen)
- 1987: Black Cats
- 1987: Suspicion
- 1990: Working It Out (Fernsehserie, 13 Folgen)
- 1990: Common Ground
- 1993: Die Coneheads (Coneheads)
- 1994: Immer Ärger mit Dave (Dave’s World, eine Folge)
- 1995: Tad Lincoln, der Sohn des Präsidenten (Tad, Fernsehfilm)
- 1996–2001: Hinterm Mond gleich links (3rd Rock from the Sun, Fernsehserie, 137 Folgen)
- 1998: Hercules (Hercules: The Legendary Journeys, Folge 1x15)
- 2004: The Quest – Jagd nach dem Speer des Schicksals (The Librarian – Quest for the Spear)
- 2006: Crumbs (Fernsehserie, 13 Folgen)
- 2006: Shaggy Dog – Hör mal, wer da bellt (The Shaggy Dog)
- 2006: The Quest – Das Geheimnis der Königskammer (The Librarian – Return to King Solomon’s Mines)
- 2008: The Quest – Der Fluch des Judaskelch (The Librarian: Curse of the Judas Chalice)
- 2008: In the Motherhood (Fernsehserie, Folge 2x05)
- 2008–2009: Gary Unmarried (Fernsehserie, 2 Folgen)
- 2009: Trauzeuge gesucht! (I Love You, Man)
- 2011: Der ganz normale Wahnsinn – Working Mum (I Don’t Know How She Does It)
- 2012–2014: Unforgettable (Fernsehserie, 35 Folgen)
- 2013: Taffe Mädels (The Heat)
- 2014–2017: The Quest – Die Serie (The Librarians, Fernsehserie, 4 Folgen)
- 2018: Bad Spies (The Spy Who Dumped Me)
- 2018: Can You Ever Forgive Me?
- 2019: Ode to Joy
- 2020: Die gute Fee (Godmothered)
- 2021: Queen Bees – Im Herzen jung (Queen Bees)
- 2023: A Great Place to Call Home (Jules)